# Grand Prix du Morbihan 2025
La 48e édition du Grand Prix du Morbihan (anciennement : Grand Prix de Plumelec-Morbihan) a lieu le 10 mai 2025. La course est une épreuve du calendrier UCI ProSeries 2025 en catégorie 1.Pro (deuxième niveau mondial). 
Cette course est aussi inscrite au calendrier de la Coupe de France en tant que 11e manche de l'édition 2025.
Pour la première fois, quatre courses professionnelles bretonnes sont organisées quatre jours de suite pendant un même week-end dans le Finistère et le Morbihan, les Boucles de l'Aulne ayant lieu le jeudi 8 mai, puis le Tour du Finistère le vendredi, le Grand Prix du Morbihan le samedi et enfin le Tro Bro Leon le dimanche,.
L'épreuve est remportée au sprint par Benoît Cosnefroy (Décathlon AG2R La Mondiale) pour la troisième fois après 2019 et 2024.

## Présentation

### Parcours
Le parcours de cette édition s'élance du sommet de la côte de Cadoudal à Plumelec pour arriver au même endroit après 190 kilomètres de course sur les routes morbihannaises. La première partie du tracé passe par Bignan puis Guéhenno, avant de se poursuivre sur un circuit autour de Plumelec comportant cinq grands tours de 13,7 km puis six petits tours de 7,8 km,.

### Équipes participantes
Vingt équipes participent à cette édition du Grand Prix du Morbihan : huit WorldTeams, huit ProTeams et quatre équipes continentales.
| WorldTeams (8)- Groupama-FDJ - Cofidis - Decathlon AG2R La Mondiale Team - Arkéa-B&B Hotels - Bahrain-Victorious - XDS Astana Team - Intermarché-Wanty - Movistar Team ProTeams (8)- Team TotalEnergies - Unibet Tietema Rockets - Caja Rural-Seguros RGA - Euskaltel-Euskadi - Equipo Kern Pharma - Lotto - Uno-X Mobility - Q36.5 Pro Cycling Team Équipes continentales (4)- CIC U Nantes - Van Rysel-Roubaix - Saint Michel-Preference Home-Auber 93 - Nice Métropole Côte d'Azur |
| |

### Principaux coureurs présents
Gagnant en 2019 et 2024, récent 2e des Boucles de l'Aulne deux jours plus tôt, Benoît Cosnefroy est un des favoris de cette course. Son coéquipier chez Decathlon-AG2R La Mondiale, le champion de France Paul Lapeira est aussi au départ de la course. Chez Arkéa-B&B Hotels, les principaux éléments de l'équipe sont Kévin Vauquelin, récent deuxième de la Flèche wallonne, et Clément Venturini 4e l'an passé et 3e à Châteaulin l'avant-veille.
En raison du calendrier inédit des courses professionnelles bretonnes, l'épreuve morbihannaise bénéficie cette année de la présence d'un plateau plus relevé que d'habitude. Parmi les coureurs aux chances de victoires les plus intéressantes, on peut notamment citer Biniam Girmay (Intermarché-Wanty), triple vainqueur d'étapes sur le dernier Tour de France, Alberto Bettiol, Cees Bol, Mike Teunissen (XDS Astana), Fredrik Dversnes, Rasmus Tillier (Uno-X Mobility), Alex Aranburu (Cofidis) ou Lander Loockx (Unibet Tietema Rockets),.

### Diffusion
France Télévisions (sur sa plateforme numérique et son antenne locale France 3 Bretagne) et Eurosport diffusent l'épreuve.

## Récit de la course

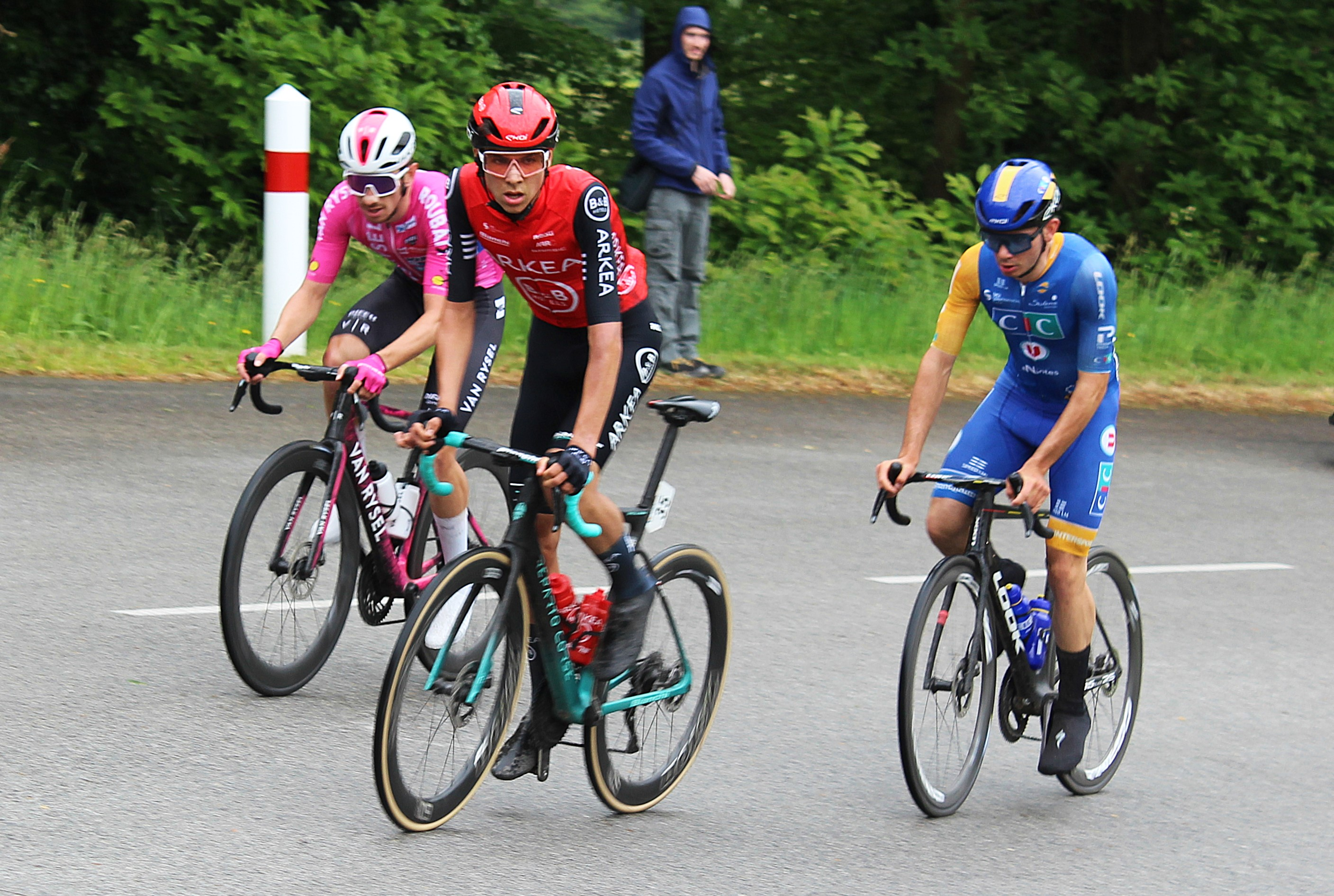
L'échappée lors de la première montée de la côte de Cadoudal.

Trois coureurs, le local de l'épreuve Paul Thierry (Arkéa B&B Hotels), Similien Hamon (CIC U Nantes) et Killian Théot (Van Rysel Roubaix), prennent la tête de la course dès les premiers kilomètres. Cette échappée prend fin à 23 kilomètres de l'arrivée, alors que les favoris décident de forcer le rythme dans le peloton. Le sprint final, marqué notamment par la chute d'Alex Aranburu, est remporté par Benoît Cosnefroy (Décathlon AG2R La Mondiale) devant les deux coureurs d'Arkéa-B&B Hotels Kévin Vauquelin et Clément Venturini. Il s'agit de la troisième victoire de la carrière du coureur normand sur le circuit de Plumelec,.

## Classements

### Classement final
| \| Classement général \| Classement général \| Classement général \| Classement général \| Classement général \| \| Coureur \| Coureur \| Pays \| Équipe \| Temps \| \| ------------------ \| -------------------- \| ------------------ \| ----------------------------------- \| ------------------ \| \| 1er \| Benoît Cosnefroy \| France \| Decathlon-AG2R La Mondiale \| 4 h 32 min 35 s \| \| 2e \| Kévin Vauquelin \| France \| Arkéa-B&B Hotels \| + 0 s \| \| 3e \| Clément Venturini \| France \| Arkéa-B&B Hotels \| + 0 s \| \| 4e \| Thomas Silva \| Uruguay \| Caja Rural-Seguros RGA \| + 0 s \| \| 5e \| Pau Miquel \| Espagne \| Equipo Kern Pharma \| + 0 s \| \| 6e \| Émilien Jeannière \| France \| Team TotalEnergies \| + 0 s \| \| 7e \| Francisco Peñuela \| Venezuela \| Caja Rural-Seguros RGA \| + 0 s \| \| 8e \| Joel Nicolau \| Espagne \| Caja Rural-Seguros RGA \| + 0 s \| \| 9e \| Fernando Barceló \| Espagne \| Caja Rural-Seguros RGA \| + 0 s \| \| 10e \| Ruben Guerreiro \| Portugal \| Movistar Team \| + 0 s \| \| 11e \| Nicolas Breuillard \| France \| St. Michel-Preference Home-Auber 93 \| + 0 s \| \| 12e \| Jesús Herrada \| Espagne \| Cofidis \| + 0 s \| \| 13e \| Milan Menten \| Belgique \| Lotto \| + 0 s \| \| 14e \| Fredrik Dversnes \| Norvège \| Uno-X Mobility \| + 4 s \| \| 15e \| Brieuc Rolland \| France \| Groupama-FDJ \| + 4 s \| \| 16e \| Tom Donnenwirth \| France \| Groupama-FDJ \| + 4 s \| \| 17e \| Rasmus Tiller \| Norvège \| Uno-X Mobility \| + 4 s \| \| 18e \| Axel Mariault \| France \| CIC U Nantes \| + 4 s \| \| 19e \| David González López \| Espagne \| Q36.5 Pro Cycling Team \| + 4 s \| \| 20e \| Sergio Meris \| Italie \| Unibet Tietema Rockets \| + 4 s \| |                      |           |                                     |                 |
| |                      |           |                                     |                 |
| Source : ProCyclingStats |                      |           |                                     |                 |
| Classement général |                      |           |                                     |                 |
| Coureur | Coureur              | Pays      | Équipe                              | Temps           |
| 1er | Benoît Cosnefroy     | France    | Decathlon-AG2R La Mondiale          | 4 h 32 min 35 s |
| 2e | Kévin Vauquelin      | France    | Arkéa-B&B Hotels                    | + 0 s           |
| 3e | Clément Venturini    | France    | Arkéa-B&B Hotels                    | + 0 s           |
| 4e | Thomas Silva         | Uruguay   | Caja Rural-Seguros RGA              | + 0 s           |
| 5e | Pau Miquel           | Espagne   | Equipo Kern Pharma                  | + 0 s           |
| 6e | Émilien Jeannière    | France    | Team TotalEnergies                  | + 0 s           |
| 7e | Francisco Peñuela    | Venezuela | Caja Rural-Seguros RGA              | + 0 s           |
| 8e | Joel Nicolau         | Espagne   | Caja Rural-Seguros RGA              | + 0 s           |
| 9e | Fernando Barceló     | Espagne   | Caja Rural-Seguros RGA              | + 0 s           |
| 10e | Ruben Guerreiro      | Portugal  | Movistar Team                       | + 0 s           |
| 11e | Nicolas Breuillard   | France    | St. Michel-Preference Home-Auber 93 | + 0 s           |
| 12e | Jesús Herrada        | Espagne   | Cofidis                             | + 0 s           |
| 13e | Milan Menten         | Belgique  | Lotto                               | + 0 s           |
| 14e | Fredrik Dversnes     | Norvège   | Uno-X Mobility                      | + 4 s           |
| 15e | Brieuc Rolland       | France    | Groupama-FDJ                        | + 4 s           |
| 16e | Tom Donnenwirth      | France    | Groupama-FDJ                        | + 4 s           |
| 17e | Rasmus Tiller        | Norvège   | Uno-X Mobility                      | + 4 s           |
| 18e | Axel Mariault        | France    | CIC U Nantes                        | + 4 s           |
| 19e | David González López | Espagne   | Q36.5 Pro Cycling Team              | + 4 s           |
| 20e | Sergio Meris         | Italie    | Unibet Tietema Rockets              | + 4 s           |

## Liste des participants
| Légende | Légende                                                                    | Légende | Légende                                                    |
| ------- | -------------------------------------------------------------------------- | ------- | ---------------------------------------------------------- |
| Num     | Dossard de départ porté par le coureur sur le Grand Prix du Morbihan       | Pos     | Position à l'arrivée de la course                          |
|         | Indique un maillot de champion national ou mondial, suivi de sa spécialité | NP      | Indique un coureur qui n'a pas pris le départ de la course |
| AB      | Indique un coureur qui n'a pas terminé la course                           | HD      | Indique un coureur qui a terminé la course hors des délais |
| DSQ     | Indique un coureur qui a été disqualifié de la course                      |         |                                                            |

| Decathlon-AG2R La Mondiale DAT | Decathlon-AG2R La Mondiale DAT | Decathlon-AG2R La Mondiale DAT |
| ------------------------------ | ------------------------------ | ------------------------------ |
| Num                            | Coureur                        | Pos                            |
| 1                              | Benoît Cosnefroy (FRA)         | 1er                            |
| 2                              | Louis Chaleil (FRA)            | AB                             |
| 3                              | Noa Isidore (FRA)              | 70e                            |
| 4                              | Jordan Labrosse (FRA)          | 36e                            |
| 5                              | Paul Lapeira (FRA) (route)     | 46e                            |
| 6                              | Antoine L'Hote (FRA)           | 79e                            |
| 7                              | Nans Peters (FRA)              | 30e                            |

| Groupama-FDJ GFC | Groupama-FDJ GFC          | Groupama-FDJ GFC |
| ---------------- | ------------------------- | ---------------- |
| Num              | Coureur                   | Pos              |
| 11               | Clément Braz Afonso (FRA) | 49e              |
| 12               | Tom Donnenwirth (FRA)     | 16e              |
| 13               | Thibaud Gruel (FRA)       | 34e              |
| 14               | Brieuc Rolland (FRA)      | 15e              |
| 16               | Rudy Molard (FRA)         | 23e              |
| 17               | Eliott Boulet (FRA)       | AB               |

| Cofidis COF | Cofidis COF                 | Cofidis COF |
| ----------- | --------------------------- | ----------- |
| Num         | Coureur                     | Pos         |
| 21          | Alex Aranburu (ESP) (route) | 75e         |
| 22          | Clément Izquierdo (FRA)     | 66e         |
| 23          | Jesús Herrada (ESP)         | 12e         |
| 24          | Oliver Knight (GBR)         | 38e         |
| 25          | Sam Maisonobe (FRA)         | 29e         |
| 26          | Paul Ourselin (FRA)         | 61e         |

| Arkéa-B&B Hotels ARK | Arkéa-B&B Hotels ARK     | Arkéa-B&B Hotels ARK |
| -------------------- | ------------------------ | -------------------- |
| Num                  | Coureur                  | Pos                  |
| 31                   | Kévin Vauquelin (FRA)    | 2e                   |
| 32                   | Clément Venturini (FRA)  | 3e                   |
| 33                   | Thibault Guernalec (FRA) | 71e                  |
| 34                   | Louis Rouland (FRA)      | 81e                  |
| 35                   | Paul Thierry (FRA)       | 105e                 |
| 36                   | Pierre Thierry (FRA)     | 58e                  |
| 37                   | Jean-Loup Fayolle (FRA)  | 85e                  |

| Bahrain Victorious TBV | Bahrain Victorious TBV   | Bahrain Victorious TBV |
| ---------------------- | ------------------------ | ---------------------- |
| Num                    | Coureur                  | Pos                    |
| 42                     | Mathijs Paasschens (NED) | 35e                    |
| 43                     | Torstein Træen (NOR)     | 22e                    |
| 44                     | Max van der Meulen (NED) | 50e                    |
| 45                     | Jakob Omrzel (SLO)       | 24e                    |
| 46                     | Kasper Borremans (FIN)   | 73e                    |
| 47                     | Sergio Tu (TPE)          | AB                     |

| XDS Astana Team XAT | XDS Astana Team XAT           | XDS Astana Team XAT |
| ------------------- | ----------------------------- | ------------------- |
| Num                 | Coureur                       | Pos                 |
| 51                  | Alberto Bettiol (ITA) (route) | 98e                 |
| 52                  | Yevgeniy Fedorov (KAZ)        | 101e                |
| 53                  | Aaron Gate (NZL)              | 76e                 |
| 54                  | Michele Gazzoli (ITA)         | 100e                |
| 55                  | Henok Mulubrhan (ERI) (route) | 74e                 |
| 56                  | Gleb Syritsa (RUS)            | 87e                 |
| 57                  | Alessandro Romele (ITA)       | 97e                 |

| Intermarché-Wanty IWA | Intermarché-Wanty IWA  | Intermarché-Wanty IWA |
| --------------------- | ---------------------- | --------------------- |
| Num                   | Coureur                | Pos                   |
| 61                    | Biniam Girmay (ERI)    | 59e                   |
| 62                    | Huub Artz (NED)        | 27e                   |
| 63                    | Arne Marit (BEL)       | 78e                   |
| 64                    | Adrien Petit (FRA)     | AB                    |
| 65                    | William Graff (BEL)    | AB                    |
| 66                    | Laurenz Rex (BEL)      | 91e                   |
| 67                    | Georg Zimmermann (GER) | 28e                   |

| Movistar Team MOV | Movistar Team MOV       | Movistar Team MOV |
| ----------------- | ----------------------- | ----------------- |
| Num               | Coureur                 | Pos               |
| 71                | Fernando Gaviria (COL)  | AB                |
| 72                | Ruben Guerreiro (POR)   | 10e               |
| 73                | Mathias Norsgaard (DEN) | 86e               |
| 74                | Antonio Pedrero (ESP)   | 80e               |
| 75                | Manlio Moro (ITA)       | 88e               |
| 76                | Diego Pescador (COL)    | 32e               |

| Team TotalEnergies TEN | Team TotalEnergies TEN    | Team TotalEnergies TEN |
| ---------------------- | ------------------------- | ---------------------- |
| Num                    | Coureur                   | Pos                    |
| 81                     | Valentin Retailleau (FRA) | 54e                    |
| 82                     | Joris Delbove (FRA)       | 55e                    |
| 83                     | Alexandre Delettre (FRA)  | 56e                    |
| 84                     | Baptiste Vadic (FRA)      | 67e                    |
| 85                     | Émilien Jeannière (FRA)   | 6e                     |
| 86                     | Alan Jousseaume (FRA)     | 60e                    |
| 87                     | Jason Tesson (FRA)        | 82e                    |

| Unibet Tietema Rockets RKT | Unibet Tietema Rockets RKT | Unibet Tietema Rockets RKT |
| -------------------------- | -------------------------- | -------------------------- |
| Num                        | Coureur                    | Pos                        |
| 91                         | Adam Ťoupalík (CZE)        | 95e                        |
| 92                         | Andreas Stokbro (DEN)      | 68e                        |
| 93                         | Lander Loockx (BEL)        | 21e                        |
| 95                         | Jelle Johannink (NED)      | AB                         |
| 97                         | Sergio Meris (ITA)         | 20e                        |

| Caja Rural-Seguros RGA CJR | Caja Rural-Seguros RGA CJR | Caja Rural-Seguros RGA CJR |
| -------------------------- | -------------------------- | -------------------------- |
| Num                        | Coureur                    | Pos                        |
| 101                        | Fernando Barceló (ESP)     | 9e                         |
| 102                        | Joseba López (ESP)         | 52e                        |
| 103                        | Joel Nicolau (ESP)         | 8e                         |
| 104                        | Francisco Peñuela (VEN)    | 7e                         |
| 105                        | Eduard Prades (ESP)        | AB                         |
| 106                        | Thomas Silva (URU)         | 4e                         |
| 107                        | Alex Molenaar (NED)        | 31e                        |

| Euskaltel-Euskadi EUS | Euskaltel-Euskadi EUS   | Euskaltel-Euskadi EUS |
| --------------------- | ----------------------- | --------------------- |
| Num                   | Coureur                 | Pos                   |
| 111                   | Xabier Berasategi (ESP) | 90e                   |
| 112                   | Gotzon Martín (ESP)     | 51e                   |
| 113                   | Jordi López (ESP)       | 40e                   |
| 114                   | Xabier Isasa (ESP)      | 96e                   |
| 115                   | Ander Ganzabal (ESP)    | AB                    |
| 116                   | Nicolás Alustiza (ESP)  | 47e                   |
| 117                   | Txomin Juaristi (ESP)   | 42e                   |

| Equipo Kern Pharma EKP | Equipo Kern Pharma EKP   | Equipo Kern Pharma EKP |
| ---------------------- | ------------------------ | ---------------------- |
| Num                    | Coureur                  | Pos                    |
| 121                    | Pau Miquel (ESP)         | 5e                     |
| 122                    | Haimar Etxeberria (ESP)  | 94e                    |
| 123                    | Iñigo Elosegui (ESP)     | AB                     |
| 124                    | Francisco Galván (ESP)   | 93e                    |
| 125                    | Nil Gimeno (ESP)         | AB                     |
| 126                    | Antonio Jesús Soto (ESP) | AB                     |
| 127                    | Mikel Retegi (ESP)       | AB                     |

| Lotto LOT | Lotto LOT                 | Lotto LOT |
| --------- | ------------------------- | --------- |
| Num       | Coureur                   | Pos       |
| 131       | Cédric Beullens (BEL)     | 77e       |
| 132       | Sébastien Grignard (BEL)  | 69e       |
| 133       | Milan Menten (BEL)        | 13e       |
| 134       | Alec Segaert (BEL)        | 43e       |
| 135       | Brent Van Moer (BEL)      | 65e       |
| 136       | Matys Grisel (FRA)        | 62e       |
| 137       | Victor Van de Putte (BEL) | 84e       |

| Uno-X Mobility UXM | Uno-X Mobility UXM          | Uno-X Mobility UXM |
| ------------------ | --------------------------- | ------------------ |
| Num                | Coureur                     | Pos                |
| 141                | Jonas Abrahamsen (NOR)      | 72e                |
| 142                | Fredrik Dversnes (NOR)      | 14e                |
| 143                | William Blume Levy (DEN)    | 83e                |
| 144                | Erik Nordsæter Resell (NOR) | 89e                |
| 145                | Carl-Frederik Bévort (DEN)  | AB                 |
| 146                | Rasmus Tiller (NOR)         | 17e                |
| 147                | Søren Wærenskjold (NOR)     | AB                 |

| Q36.5 Pro Cycling Team Q36 | Q36.5 Pro Cycling Team Q36 | Q36.5 Pro Cycling Team Q36 |
| -------------------------- | -------------------------- | -------------------------- |
| Num                        | Coureur                    | Pos                        |
| 151                        | Sjoerd Bax (NED)           | 39e                        |
| 152                        | Walter Calzoni (ITA)       | 92e                        |
| 153                        | Marcel Camprubí (ESP)      | 33e                        |
| 154                        | David González López (ESP) | 19e                        |
| 155                        | Nicolò Parisini (ITA)      | 57e                        |
| 156                        | Joseph Pidcock (GBR)       | 103e                       |
| 157                        | Rory Townsend (IRL)        | 45e                        |

| CIC U Nantes UCN | CIC U Nantes UCN        | CIC U Nantes UCN |
| ---------------- | ----------------------- | ---------------- |
| Num              | Coureur                 | Pos              |
| 161              | Similien Hamon (FRA)    | 104e             |
| 162              | Joris Chaussinand (FRA) | 99e              |
| 163              | Justin Ducret (FRA)     | AB               |
| 164              | Axel Mariault (FRA)     | 18e              |
| 165              | Yaël Joalland (FRA)     | 26e              |
| 166              | Lenaïc Langella (FRA)   | 41e              |
| 167              | Matisse Julien (CAN)    | 48e              |

| Van Rysel-Roubaix VRR | Van Rysel-Roubaix VRR     | Van Rysel-Roubaix VRR |
| --------------------- | ------------------------- | --------------------- |
| Num                   | Coureur                   | Pos                   |
| 171                   | Rémi Capron (FRA)         | 25e                   |
| 172                   | Rait Ärm (EST)            | AB                    |
| 173                   | Maximilien Juillard (FRA) | 53e                   |
| 175                   | Killian Théot (FRA)       | 107e                  |
| 176                   | Daniel Årnes (NOR)        | 64e                   |

| St. Michel-Preference Home-Auber 93 AUB | St. Michel-Preference Home-Auber 93 AUB | St. Michel-Preference Home-Auber 93 AUB |
| --------------------------------------- | --------------------------------------- | --------------------------------------- |
| Num                                     | Coureur                                 | Pos                                     |
| 182                                     | Nicolas Breuillard (FRA)                | 11e                                     |
| 183                                     | Romain Cardis (FRA)                     | 63e                                     |
| 185                                     | Dillon Corkery (IRL)                    | 102e                                    |
| 186                                     | Alan Riou (FRA)                         | AB                                      |
| 187                                     | Yohann Simon (FRA)                      | 37e                                     |

| Nice Métropole Côte d'Azur NMC | Nice Métropole Côte d'Azur NMC | Nice Métropole Côte d'Azur NMC |
| ------------------------------ | ------------------------------ | ------------------------------ |
| Num                            | Coureur                        | Pos                            |
| 191                            | Noah Knecht (FRA)              | AB                             |
| 192                            | Dylan Massa (FRA)              | AB                             |
| 193                            | Jaakko Hänninen (FIN) (route)  | 44e                            |
| 194                            | Alexander Konijn (NED)         | AB                             |
| 195                            | Carter Guichard (AUS)          | 106e                           |
| 196                            | Axel Narbonne-Zuccarelli (FRA) | AB                             |
| 197                            | Andrei Carbunarea (ROU)        | AB                             |

| Decathlon-AG2R La Mondiale DAT | Decathlon-AG2R La Mondiale DAT | Decathlon-AG2R La Mondiale DAT |
| ------------------------------ | ------------------------------ | ------------------------------ |
| Num                            | Coureur                        | Pos                            |
| 1                              | Benoît Cosnefroy (FRA)         | 1er                            |
| 2                              | Louis Chaleil (FRA)            | AB                             |
| 3                              | Noa Isidore (FRA)              | 70e                            |
| 4                              | Jordan Labrosse (FRA)          | 36e                            |
| 5                              | Paul Lapeira (FRA) (route)     | 46e                            |
| 6                              | Antoine L'Hote (FRA)           | 79e                            |
| 7                              | Nans Peters (FRA)              | 30e                            |

| Groupama-FDJ GFC | Groupama-FDJ GFC          | Groupama-FDJ GFC |
| ---------------- | ------------------------- | ---------------- |
| Num              | Coureur                   | Pos              |
| 11               | Clément Braz Afonso (FRA) | 49e              |
| 12               | Tom Donnenwirth (FRA)     | 16e              |
| 13               | Thibaud Gruel (FRA)       | 34e              |
| 14               | Brieuc Rolland (FRA)      | 15e              |
| 16               | Rudy Molard (FRA)         | 23e              |
| 17               | Eliott Boulet (FRA)       | AB               |

| Cofidis COF | Cofidis COF                 | Cofidis COF |
| ----------- | --------------------------- | ----------- |
| Num         | Coureur                     | Pos         |
| 21          | Alex Aranburu (ESP) (route) | 75e         |
| 22          | Clément Izquierdo (FRA)     | 66e         |
| 23          | Jesús Herrada (ESP)         | 12e         |
| 24          | Oliver Knight (GBR)         | 38e         |
| 25          | Sam Maisonobe (FRA)         | 29e         |
| 26          | Paul Ourselin (FRA)         | 61e         |

| Arkéa-B&B Hotels ARK | Arkéa-B&B Hotels ARK     | Arkéa-B&B Hotels ARK |
| -------------------- | ------------------------ | -------------------- |
| Num                  | Coureur                  | Pos                  |
| 31                   | Kévin Vauquelin (FRA)    | 2e                   |
| 32                   | Clément Venturini (FRA)  | 3e                   |
| 33                   | Thibault Guernalec (FRA) | 71e                  |
| 34                   | Louis Rouland (FRA)      | 81e                  |
| 35                   | Paul Thierry (FRA)       | 105e                 |
| 36                   | Pierre Thierry (FRA)     | 58e                  |
| 37                   | Jean-Loup Fayolle (FRA)  | 85e                  |

| Bahrain Victorious TBV | Bahrain Victorious TBV   | Bahrain Victorious TBV |
| ---------------------- | ------------------------ | ---------------------- |
| Num                    | Coureur                  | Pos                    |
| 42                     | Mathijs Paasschens (NED) | 35e                    |
| 43                     | Torstein Træen (NOR)     | 22e                    |
| 44                     | Max van der Meulen (NED) | 50e                    |
| 45                     | Jakob Omrzel (SLO)       | 24e                    |
| 46                     | Kasper Borremans (FIN)   | 73e                    |
| 47                     | Sergio Tu (TPE)          | AB                     |

| XDS Astana Team XAT | XDS Astana Team XAT           | XDS Astana Team XAT |
| ------------------- | ----------------------------- | ------------------- |
| Num                 | Coureur                       | Pos                 |
| 51                  | Alberto Bettiol (ITA) (route) | 98e                 |
| 52                  | Yevgeniy Fedorov (KAZ)        | 101e                |
| 53                  | Aaron Gate (NZL)              | 76e                 |
| 54                  | Michele Gazzoli (ITA)         | 100e                |
| 55                  | Henok Mulubrhan (ERI) (route) | 74e                 |
| 56                  | Gleb Syritsa (RUS)            | 87e                 |
| 57                  | Alessandro Romele (ITA)       | 97e                 |

| Intermarché-Wanty IWA | Intermarché-Wanty IWA  | Intermarché-Wanty IWA |
| --------------------- | ---------------------- | --------------------- |
| Num                   | Coureur                | Pos                   |
| 61                    | Biniam Girmay (ERI)    | 59e                   |
| 62                    | Huub Artz (NED)        | 27e                   |
| 63                    | Arne Marit (BEL)       | 78e                   |
| 64                    | Adrien Petit (FRA)     | AB                    |
| 65                    | William Graff (BEL)    | AB                    |
| 66                    | Laurenz Rex (BEL)      | 91e                   |
| 67                    | Georg Zimmermann (GER) | 28e                   |

| Movistar Team MOV | Movistar Team MOV       | Movistar Team MOV |
| ----------------- | ----------------------- | ----------------- |
| Num               | Coureur                 | Pos               |
| 71                | Fernando Gaviria (COL)  | AB                |
| 72                | Ruben Guerreiro (POR)   | 10e               |
| 73                | Mathias Norsgaard (DEN) | 86e               |
| 74                | Antonio Pedrero (ESP)   | 80e               |
| 75                | Manlio Moro (ITA)       | 88e               |
| 76                | Diego Pescador (COL)    | 32e               |

| Team TotalEnergies TEN | Team TotalEnergies TEN    | Team TotalEnergies TEN |
| ---------------------- | ------------------------- | ---------------------- |
| Num                    | Coureur                   | Pos                    |
| 81                     | Valentin Retailleau (FRA) | 54e                    |
| 82                     | Joris Delbove (FRA)       | 55e                    |
| 83                     | Alexandre Delettre (FRA)  | 56e                    |
| 84                     | Baptiste Vadic (FRA)      | 67e                    |
| 85                     | Émilien Jeannière (FRA)   | 6e                     |
| 86                     | Alan Jousseaume (FRA)     | 60e                    |
| 87                     | Jason Tesson (FRA)        | 82e                    |

| Unibet Tietema Rockets RKT | Unibet Tietema Rockets RKT | Unibet Tietema Rockets RKT |
| -------------------------- | -------------------------- | -------------------------- |
| Num                        | Coureur                    | Pos                        |
| 91                         | Adam Ťoupalík (CZE)        | 95e                        |
| 92                         | Andreas Stokbro (DEN)      | 68e                        |
| 93                         | Lander Loockx (BEL)        | 21e                        |
| 95                         | Jelle Johannink (NED)      | AB                         |
| 97                         | Sergio Meris (ITA)         | 20e                        |

| Caja Rural-Seguros RGA CJR | Caja Rural-Seguros RGA CJR | Caja Rural-Seguros RGA CJR |
| -------------------------- | -------------------------- | -------------------------- |
| Num                        | Coureur                    | Pos                        |
| 101                        | Fernando Barceló (ESP)     | 9e                         |
| 102                        | Joseba López (ESP)         | 52e                        |
| 103                        | Joel Nicolau (ESP)         | 8e                         |
| 104                        | Francisco Peñuela (VEN)    | 7e                         |
| 105                        | Eduard Prades (ESP)        | AB                         |
| 106                        | Thomas Silva (URU)         | 4e                         |
| 107                        | Alex Molenaar (NED)        | 31e                        |

| Euskaltel-Euskadi EUS | Euskaltel-Euskadi EUS   | Euskaltel-Euskadi EUS |
| --------------------- | ----------------------- | --------------------- |
| Num                   | Coureur                 | Pos                   |
| 111                   | Xabier Berasategi (ESP) | 90e                   |
| 112                   | Gotzon Martín (ESP)     | 51e                   |
| 113                   | Jordi López (ESP)       | 40e                   |
| 114                   | Xabier Isasa (ESP)      | 96e                   |
| 115                   | Ander Ganzabal (ESP)    | AB                    |
| 116                   | Nicolás Alustiza (ESP)  | 47e                   |
| 117                   | Txomin Juaristi (ESP)   | 42e                   |

| Equipo Kern Pharma EKP | Equipo Kern Pharma EKP   | Equipo Kern Pharma EKP |
| ---------------------- | ------------------------ | ---------------------- |
| Num                    | Coureur                  | Pos                    |
| 121                    | Pau Miquel (ESP)         | 5e                     |
| 122                    | Haimar Etxeberria (ESP)  | 94e                    |
| 123                    | Iñigo Elosegui (ESP)     | AB                     |
| 124                    | Francisco Galván (ESP)   | 93e                    |
| 125                    | Nil Gimeno (ESP)         | AB                     |
| 126                    | Antonio Jesús Soto (ESP) | AB                     |
| 127                    | Mikel Retegi (ESP)       | AB                     |

| Lotto LOT | Lotto LOT                 | Lotto LOT |
| --------- | ------------------------- | --------- |
| Num       | Coureur                   | Pos       |
| 131       | Cédric Beullens (BEL)     | 77e       |
| 132       | Sébastien Grignard (BEL)  | 69e       |
| 133       | Milan Menten (BEL)        | 13e       |
| 134       | Alec Segaert (BEL)        | 43e       |
| 135       | Brent Van Moer (BEL)      | 65e       |
| 136       | Matys Grisel (FRA)        | 62e       |
| 137       | Victor Van de Putte (BEL) | 84e       |

| Uno-X Mobility UXM | Uno-X Mobility UXM          | Uno-X Mobility UXM |
| ------------------ | --------------------------- | ------------------ |
| Num                | Coureur                     | Pos                |
| 141                | Jonas Abrahamsen (NOR)      | 72e                |
| 142                | Fredrik Dversnes (NOR)      | 14e                |
| 143                | William Blume Levy (DEN)    | 83e                |
| 144                | Erik Nordsæter Resell (NOR) | 89e                |
| 145                | Carl-Frederik Bévort (DEN)  | AB                 |
| 146                | Rasmus Tiller (NOR)         | 17e                |
| 147                | Søren Wærenskjold (NOR)     | AB                 |

| Q36.5 Pro Cycling Team Q36 | Q36.5 Pro Cycling Team Q36 | Q36.5 Pro Cycling Team Q36 |
| -------------------------- | -------------------------- | -------------------------- |
| Num                        | Coureur                    | Pos                        |
| 151                        | Sjoerd Bax (NED)           | 39e                        |
| 152                        | Walter Calzoni (ITA)       | 92e                        |
| 153                        | Marcel Camprubí (ESP)      | 33e                        |
| 154                        | David González López (ESP) | 19e                        |
| 155                        | Nicolò Parisini (ITA)      | 57e                        |
| 156                        | Joseph Pidcock (GBR)       | 103e                       |
| 157                        | Rory Townsend (IRL)        | 45e                        |

| CIC U Nantes UCN | CIC U Nantes UCN        | CIC U Nantes UCN |
| ---------------- | ----------------------- | ---------------- |
| Num              | Coureur                 | Pos              |
| 161              | Similien Hamon (FRA)    | 104e             |
| 162              | Joris Chaussinand (FRA) | 99e              |
| 163              | Justin Ducret (FRA)     | AB               |
| 164              | Axel Mariault (FRA)     | 18e              |
| 165              | Yaël Joalland (FRA)     | 26e              |
| 166              | Lenaïc Langella (FRA)   | 41e              |
| 167              | Matisse Julien (CAN)    | 48e              |

| Van Rysel-Roubaix VRR | Van Rysel-Roubaix VRR     | Van Rysel-Roubaix VRR |
| --------------------- | ------------------------- | --------------------- |
| Num                   | Coureur                   | Pos                   |
| 171                   | Rémi Capron (FRA)         | 25e                   |
| 172                   | Rait Ärm (EST)            | AB                    |
| 173                   | Maximilien Juillard (FRA) | 53e                   |
| 175                   | Killian Théot (FRA)       | 107e                  |
| 176                   | Daniel Årnes (NOR)        | 64e                   |

| St. Michel-Preference Home-Auber 93 AUB | St. Michel-Preference Home-Auber 93 AUB | St. Michel-Preference Home-Auber 93 AUB |
| --------------------------------------- | --------------------------------------- | --------------------------------------- |
| Num                                     | Coureur                                 | Pos                                     |
| 182                                     | Nicolas Breuillard (FRA)                | 11e                                     |
| 183                                     | Romain Cardis (FRA)                     | 63e                                     |
| 185                                     | Dillon Corkery (IRL)                    | 102e                                    |
| 186                                     | Alan Riou (FRA)                         | AB                                      |
| 187                                     | Yohann Simon (FRA)                      | 37e                                     |

| Nice Métropole Côte d'Azur NMC | Nice Métropole Côte d'Azur NMC | Nice Métropole Côte d'Azur NMC |
| ------------------------------ | ------------------------------ | ------------------------------ |
| Num                            | Coureur                        | Pos                            |
| 191                            | Noah Knecht (FRA)              | AB                             |
| 192                            | Dylan Massa (FRA)              | AB                             |
| 193                            | Jaakko Hänninen (FIN) (route)  | 44e                            |
| 194                            | Alexander Konijn (NED)         | AB                             |
| 195                            | Carter Guichard (AUS)          | 106e                           |
| 196                            | Axel Narbonne-Zuccarelli (FRA) | AB                             |
| 197                            | Andrei Carbunarea (ROU)        | AB                             |